# Prasinocyma superba
Prasinocyma superba là một loài bướm đêm trong họ Geometridae.